# Ди Роза, Манлио
Манлио Ди Роза (итал. Manlio Di Rosa, 14 сентября 1914 — 15 марта 1989) — итальянский фехтовальщик-рапирист, многократный олимпийский чемпион и чемпион мира.

## Биография
Родился в 1914 году в Ливорно. В 1933 и 1934 годах становился чемпионом Международных первенств по фехтованию. В 1936 году завоевал золотую медаль Олимпийских игр в Берлине в командном первенстве на рапирах, а в личном первенстве стал 6-м. В 1937 году выиграл первый официальный чемпионат мира по фехтованию (тогда же Международная федерация фехтования задним числом признала чемпионатами мира все прошедшие ранее Международные первенства по фехтованию).
После Второй мировой войны в 1947 году завоевал две серебряные медали чемпионата мира. В 1948 году стал серебряным призёром Олимпийских игр в Лондоне. В 1949 и 1950 годах вновь становился чемпионом мира, а на чемпионате мира 1951 года стал обладателем золотой и серебряной медалей. В 1952 году завоевал серебряную и бронзовую медали Олимпийских игр в Хельсинки. На чемпионате мира 1953 года завоевал серебряную и бронзовую медали. В 1954 и 1955 годах вновь становился чемпионом мира, а в 1956 году стал чемпионом Олимпийских игр в Мельбурне.